# Платинатулий
Платинатулий — бинарное неорганическое соединение
платины и тулия
с формулой TmPt,
кристаллы.

## Получение
- Сплавление стехиометрических количеств чистых веществ:

{\displaystyle {\mathsf {Pt+Tm\ {\xrightarrow {1650^{o}C}}\ TmPt}}}

## Физические свойства
Платинатулий образует кристаллы
ромбической сингонии,
пространственная группа P nma,
параметры ячейки a = 0,6955 нм, b = 0,4446 нм, c = 0,5496 нм, Z = 4,
структура типа борида железа FeB
.
Соединение конгруэнтно плавится при температуре ≈1650 °C .